# Eleonore Freifrau von Tucher
Anna Marie Eleonore Pauline Freifrau von Tucher von Simmelsdorf (* 7. Februar oder 28. Februar 1916 in München; † 28. Januar 2007 ebenda) war eine deutsche Geschäftsführerin.

## Leben
Tucher besuchte die Volksschule in Lindau (Bodensee) und machte das Abitur am Maximilians-Gymnasium in München. Daraufhin studierte sie Sprachen in Genf und machte die Ausbildung zur Verlagsbuchhändlerin in Berlin. Von 1942 bis 1947 leitete sie den Wiking-Verlag F.L. Habbel mit Sitz in Berlin und Regensburg. 1952 stieg sie in der Druckerei Oldenbourg in München ein, ein Jahr später wurde sie Geschäftsführerin des Evangelischen Presseverbands für Bayern sowie die dazugehörigen Tochterverlage. 1969 wurde sie Vizepräsidentin des Bayerischen Roten Kreuzes. Beim Deutschen Roten Kreuz war sie von 1974 bis 1976 stellvertretende Vorsitzende des Präsidialrats und gehörte danach dem Präsidium an. Sie war außerdem Mitglied zahlreicher Ausschüsse beim Roten Kreuz auf Bundes- und Landesebene. Sie gehörte ferner dem Hauptausschuss des Bayerischen Landesfrauenausschusses seit der Gründung 1973 an, von 1975 bis 1980 war sie deren Vizepräsidentin. Von 1981 bis 1985 war sie Mitglied des Bayerischen Senats für die Gruppe der Wohltätigkeitsorganisationen.

## Ehrungen
- Bundesverdienstkreuz 1. Klasse 1990
- Bayerischer Verdienstorden